# Lazaret
Lazaret falu Romániában, Szeben megyében.

## Fekvése
A Vöröstoronyi-szorosban, Nagytalmácstól 13 kilométerrel délre, az Olt jobb partján, az E81-es út mentén fekszik.

## Nevének eredete
Neve a német – és a németből a románban és a magyarban is átvett – Lazarett ('katonai kórház', 'karantén') szóból való. Itt működött ugyanis a karantén („veszteglőintézet”), ahol járvány idején a délről érkezett utazókat több hétig elkülönítették, mielőtt beléphettek volna a Habsburg Birodalom területére.

## Története
Egy határmódosítás értelmében 1773-ban került Erdélyhez. Ezután egészen 1918-ig itt volt a Vöröstoronyi-szoros határátkelő helye Havasalföld, később Románia és Erdély, később Magyarország között. Itt épült fel a vámhivatal, a karantén és a postahivatal. 1896-ban létesült a szoroson keresztül Magyarországot Romániával összekötő vasútvonal, de a vasúti vámhivatal nem itt, hanem Vöröstoronyban működött.

## Lakossága
2002-ben 162 lakosából 122 volt román, 35 cigány és 5 magyar nemzetiségű; 156 ortodox, két református, egy római és egy görögkatolikus vallású volt.

## Látnivalók
- A vasút megépülte után az Olt feletti hídon lépett át magyarról román területre (illetve fordítva). Ez magyarázza azt a különös megoldást, hogy a híd az egyik (a volt román) oldalon kőből, a másikon acélból épült.